# Александровка (Воротынский район)
Алекса́ндровка — деревня в составе Семьянского сельсовета в Воротынском районе Нижегородской области.

## Географическое положение
Деревня Александровка расположена в южной части Воротынского района в 3 км к юго-западу от села Кекино на левобережье реки Урга в 28 км от районного центра Воротынца и в 18 км от Семьян.

## Население
| 2002 | 2010 |
| ---- | ---- |
| 131  | ↘98  |

## Фотогаларея

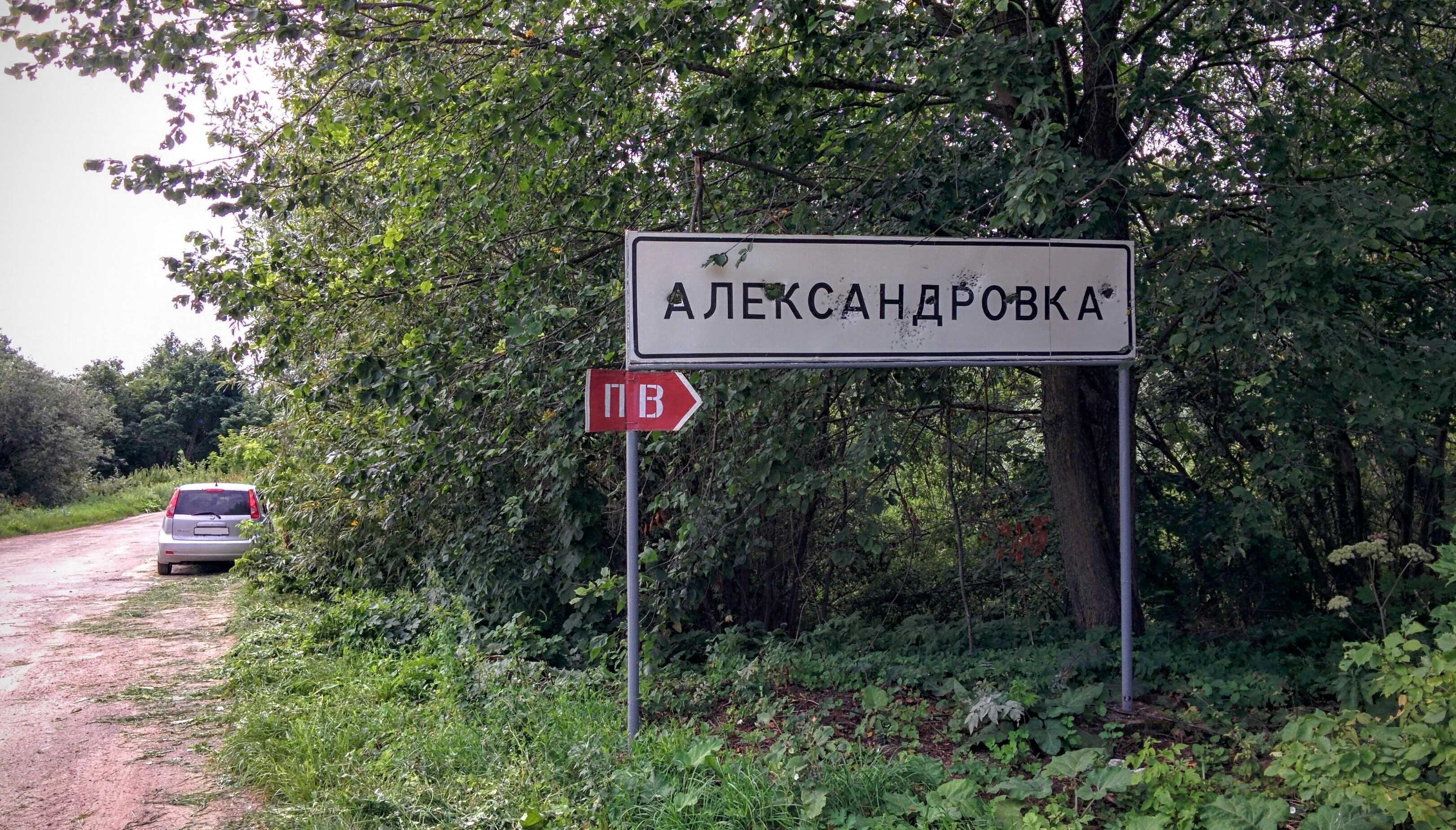
Начало населенного пункта Александровка, дорожный знак 5.23.1, август 2016
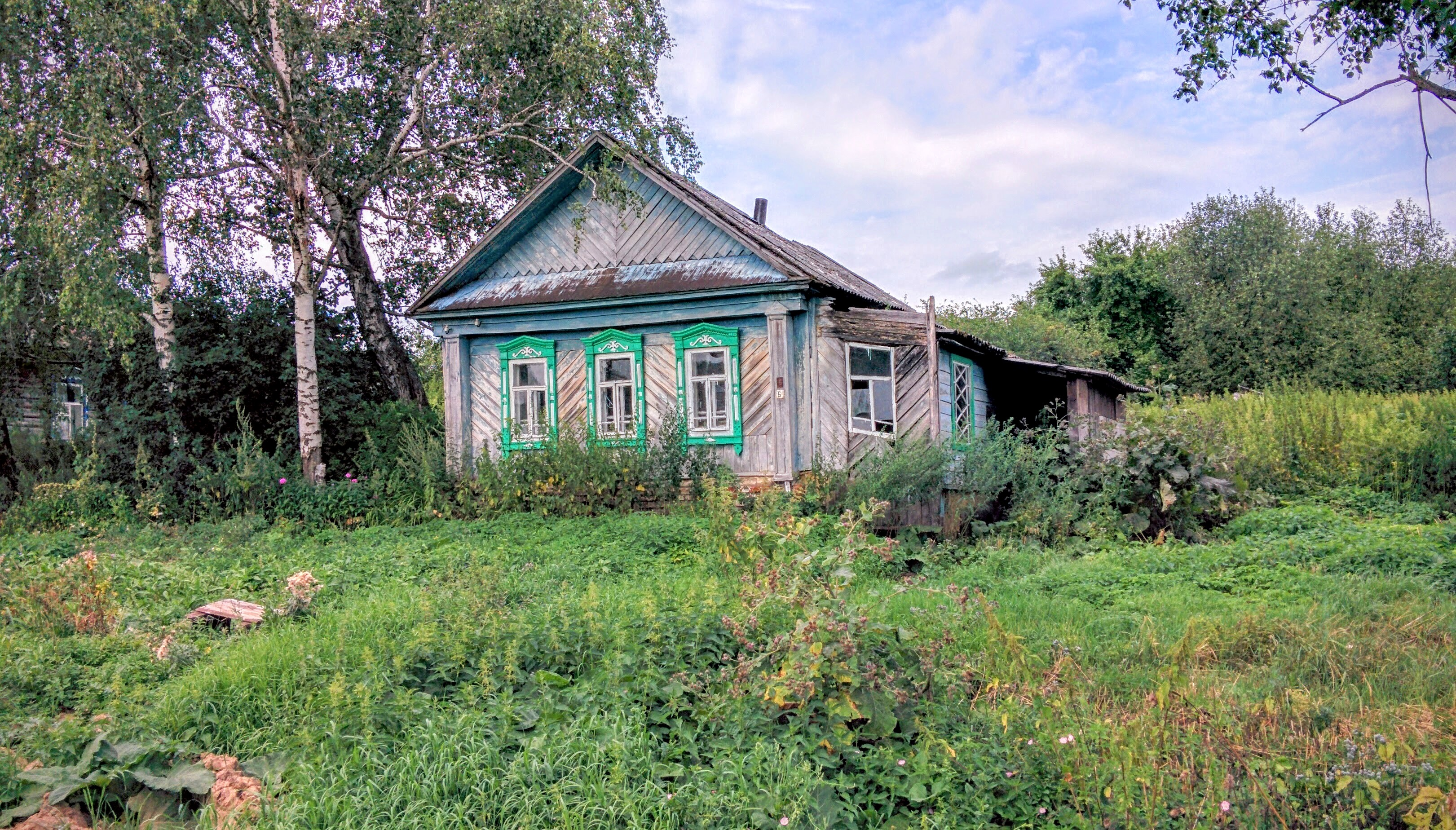
Дом в д. Александровка, август 2016
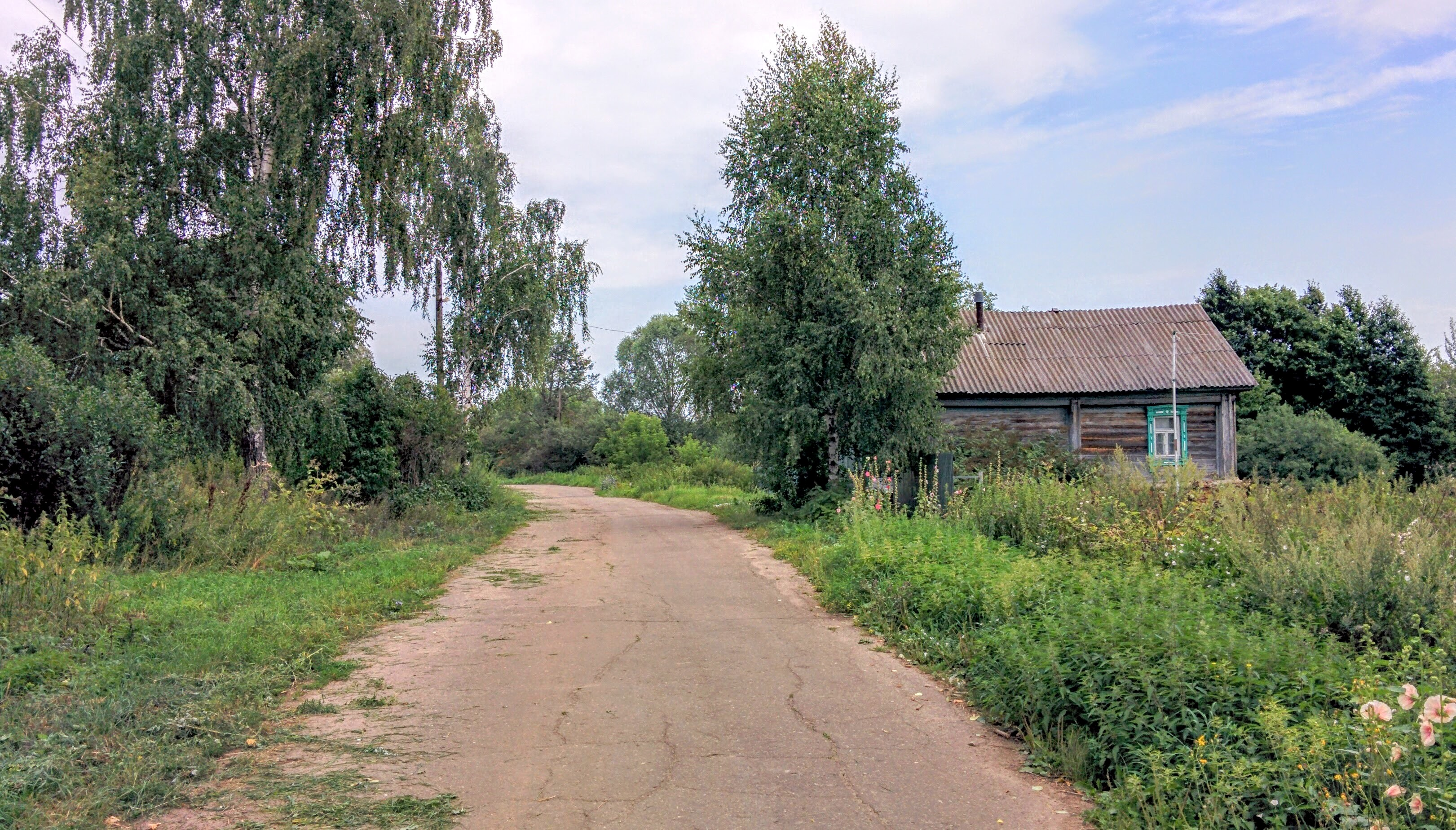
Улица д. Александровка, август 2016
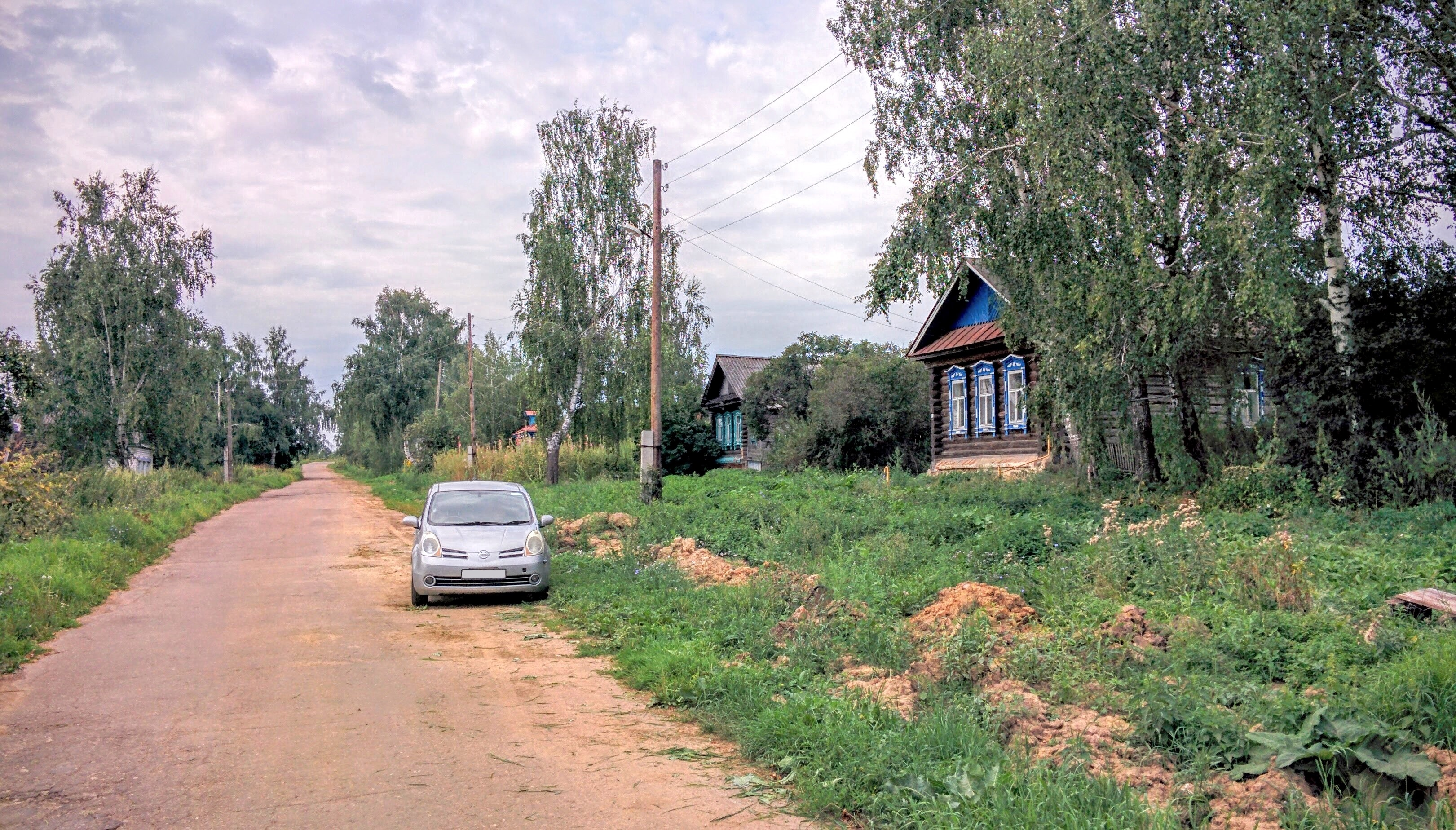
Единственная улица, август 2016
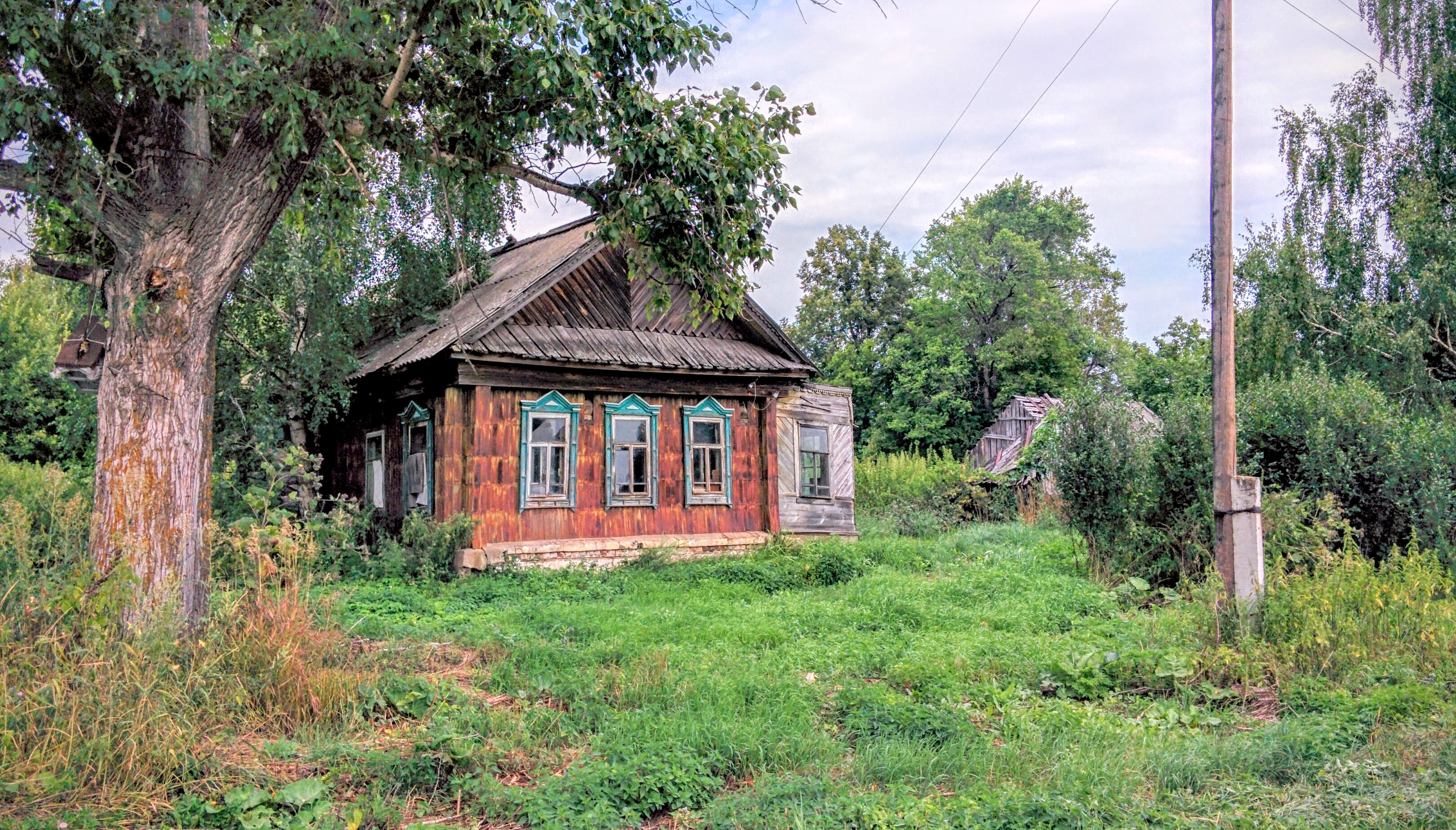
Дом в деревне, август 2016
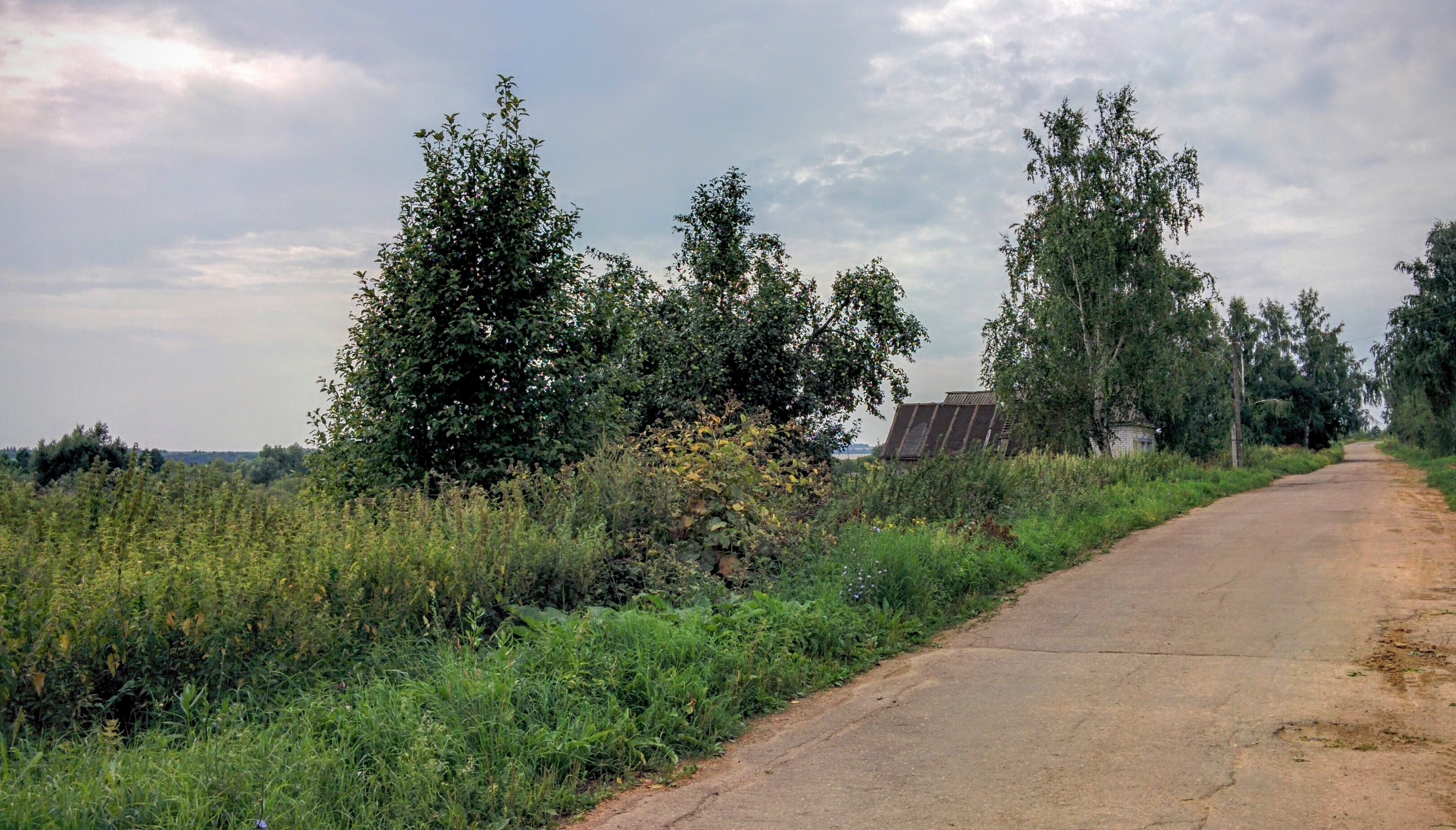
Улица д. Александровка, август 2016